# Gewöhnliches Knäuelgras
Das Gewöhnliche Knäuelgras (Dactylis glomerata), auch Wiesen-Knäuelgras oder Knaulgras, ist eine Pflanzenart aus der Gattung der Knäuelgräser (Dactylis) innerhalb der Familie der Süßgräser (Poaceae). Als wichtiges Weide- und Heugras besitzt es eine ökonomische Bedeutung für den Menschen.

## Beschreibung

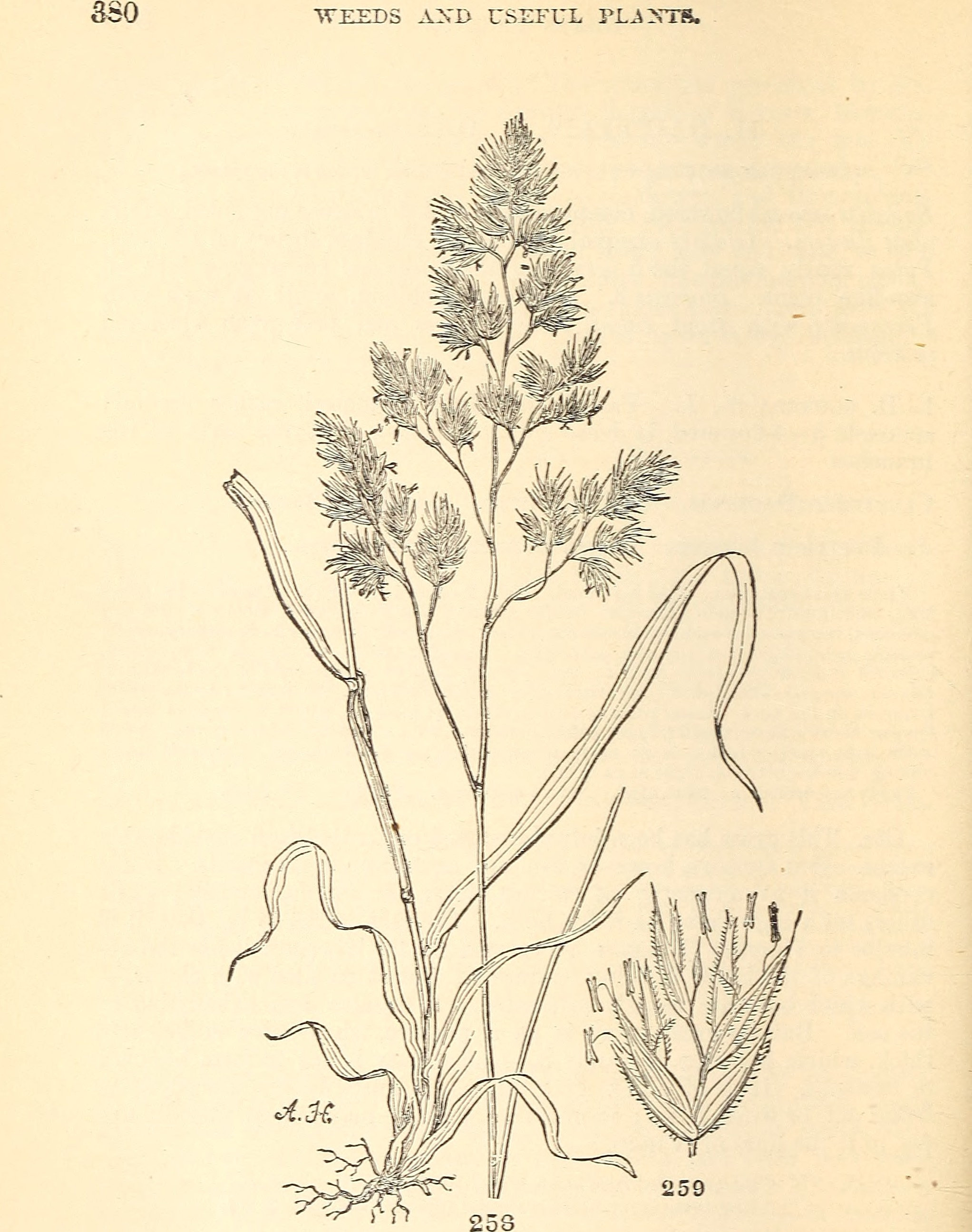
Illustration

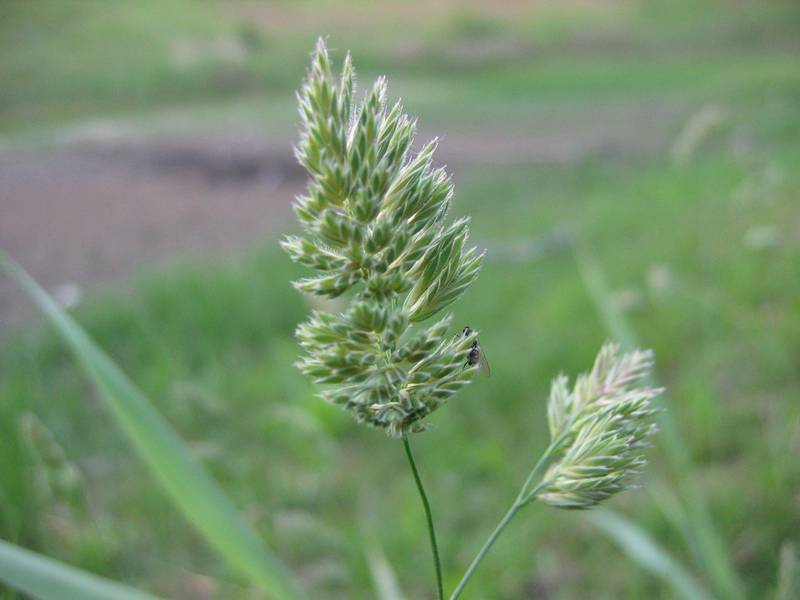
Detailaufnahme des Blütenstandes

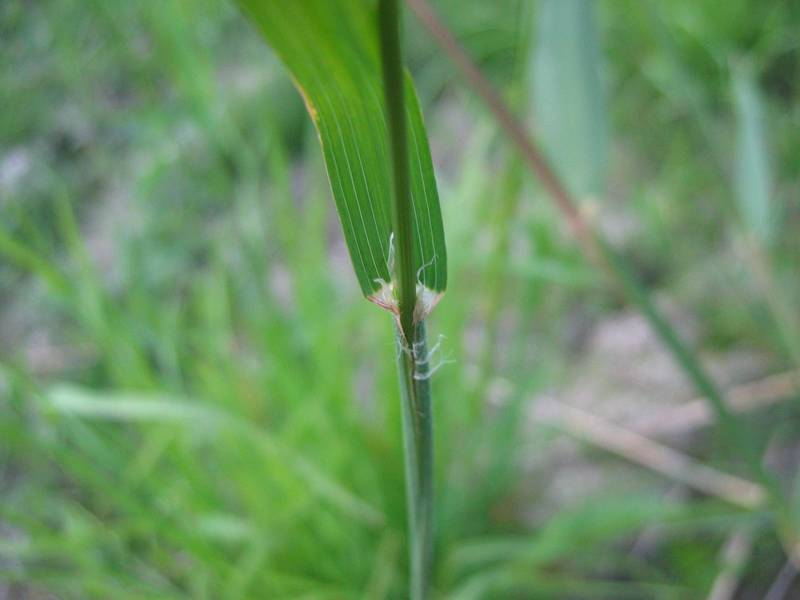
Blattansatz

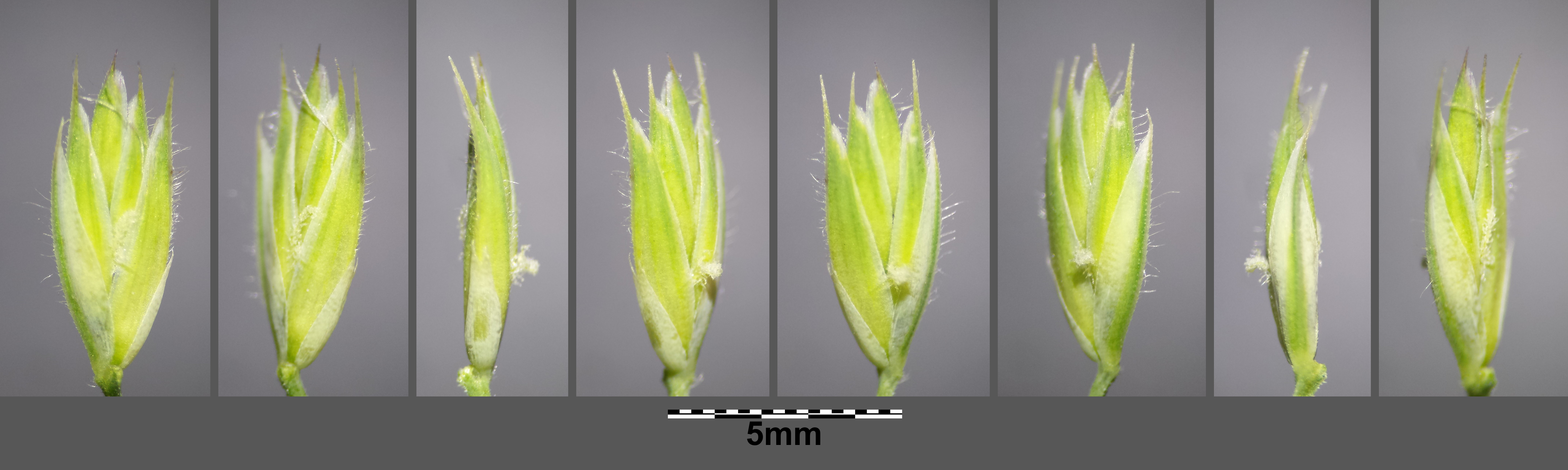
Ährchen aus 8 Richtungen gesehen

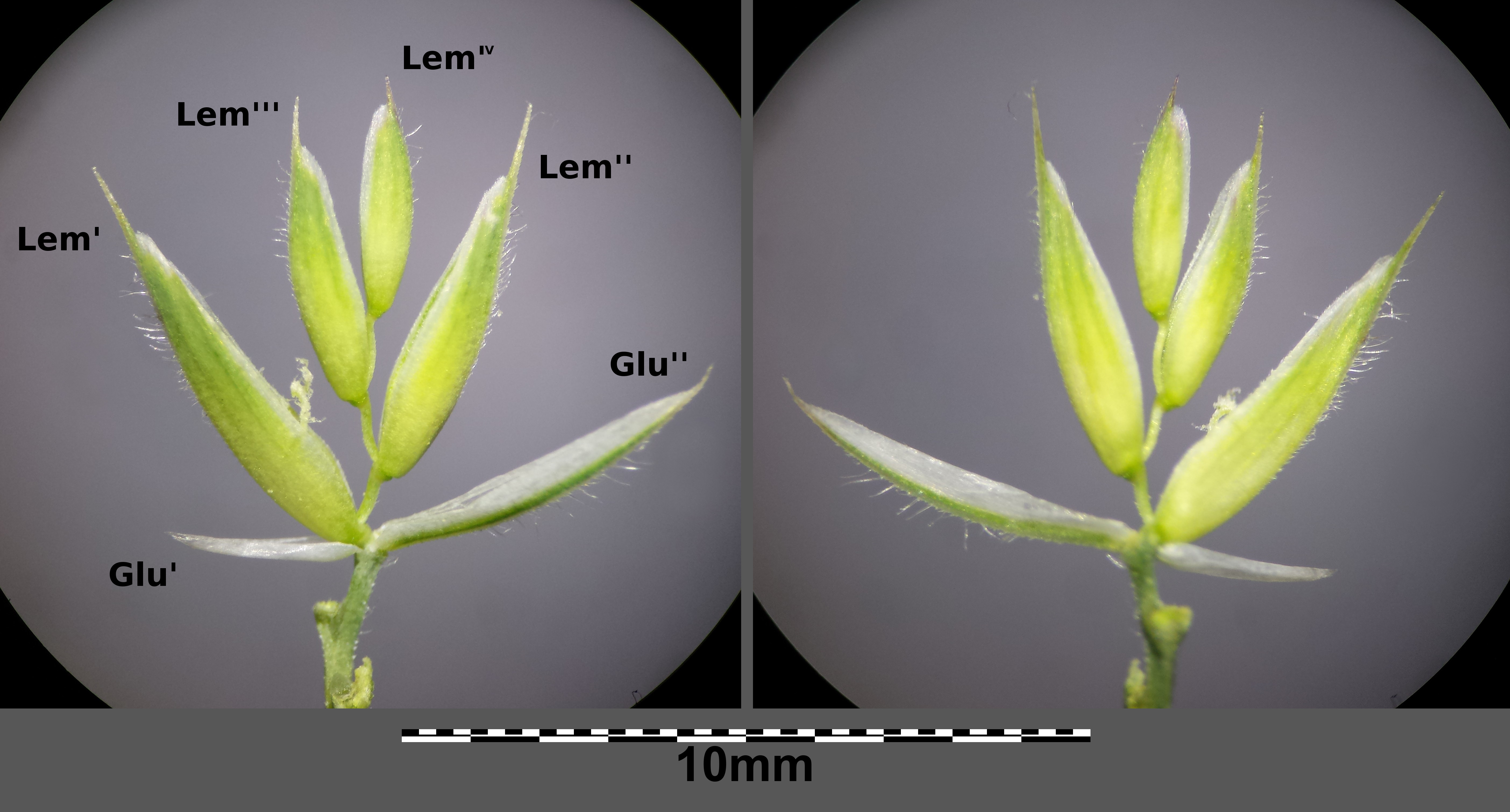
Aufgefächertes Ährchen mit Hüllspelzen (Glu) und vier in Deckspelzen (Lem) eingehüllte Blüten

### Vegetative Merkmale
Das Gewöhnliche Knäuelgras ist eine kräftige, in Horsten wachsende, mehrjährige, krautige Pflanze, die Wuchshöhen von 20 bis zu 150 Zentimetern erreicht. Die oberirdischen Pflanzenteile sind grau-grün. Die Halme sind aufrecht oder am Grunde gekniet und mit vier oder fünf Knoten gegliedert.
Seine Blattspreiten sind 10 bis 45 Zentimeter lang und 2 bis 15 Millimeter breit. Sie sind an den Rändern stachelhaarig. Die Blattscheiden sind seitlich stark zusammengedrückt und gekielt. Das oberste Blatt steht aufrecht ab. Das Blatthäutchen (Ligula) der Erneuerungssprosse ist ein 2 bis 5 Millimeter langer zungenförmiger, häutiger Saum.

### Generative Merkmale
Die Blütezeit reicht meist von Mai bis Juli, kann aber auch ausnahmsweise – je nach den Umständen – bis Dezember dauern. Der rispige Blütenstand ist sowohl vor als auch nach der Anthese schmal, sonst häufig breit ausgefächert und formt einen dreieckigen Umriss. Er ist – im Gegensatz zum Wald-Knäuelgras – stark geknäuelt, mit einem weit abstehenden unteren Ast, der später zusammengezogen wird, und aufrechter Spitze. Die Ährchen sind drei- bis fünfblütig, 6 bis 9 Millimeter lang und seitlich stark zusammengedrückt. Die Hüllspelzen sind untereinander ungleich derb, nicht durchscheinend, grün, rötlich, selten violett gefärbt. Die untere Hüllspelze ist einnervig und 3 bis 5 Millimeter lang. Die obere Hüllspelze ist dreinervig und 4,5 bis 6,5 Millimeter lang. Der Kiel der oberen Hüllspelze und der Deckspelze ist mit langen und kurzen steifen Haaren besetzt. Die Deckspelze ist auf ganzer Fläche meist mit langen Härchen besetzt und in einer deutlichen, an den unteren Blüten 1 bis 2 Millimeter langen Granne plötzlich verschmälert. Die Vorspelzen sind zweinervig und etwa 1 Millimeter kürzer als die Deckspelzen. Die Staubbeutel sind 2,5 bis 4 Millimeter lang.
Die Chromosomenzahl beträgt 2n = 28, seltener 14.

## Ökologie
Man zählt das Gewöhnliche Knäuelgras zu den Hemikryptophyten.
Das Gewöhnliche Knäuelgras ist windblütig vom „Langstaubfädigen Typ“. Der Pollen verursacht häufig Heuschnupfen. Die Blüten sind selbststeril, selten auch pseudovivipar d. h. im Blütenstand bilden sich Brutknospen, die der vegetativen Vermehrung dienen.
Der Ausbreitung dienen die von der Vorspelze und der bewimperten Deckspelze umgebenen Karyopsen (= Spelzfrüchte), die neben der Klettverbreitung auch der Schwimm- und Windausbreitung unterliegen. Außerdem findet eine Zufallsverbreitung über das Heu und das Weidefutter statt. Die Fruchtreife liegt zwischen August und Oktober. Die Pflanze ist ein Wintersteher und Lichtkeimer.

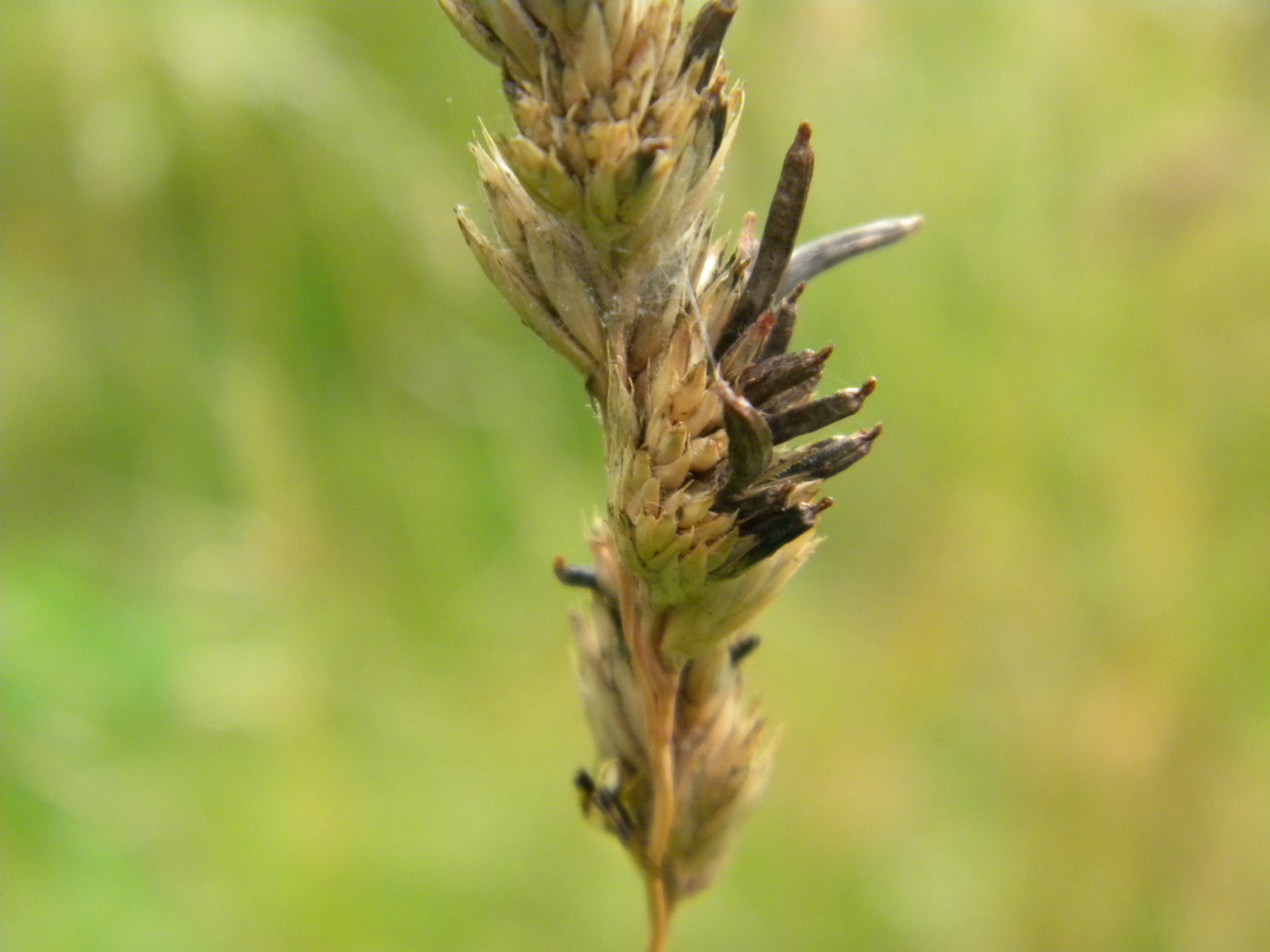
Dactylis glomerata mit Sklerotien von Claviceps purpurea

### Krankheiten
Das Gewöhnliche Knäuelgras wird manchmal vom Mutterkornpilz befallen.

## Vorkommen
Das Gewöhnliche Knäuelgras ist in den gemäßigten Gebieten Eurasiens bis zum Mittelmeerraum und auch in Makaronesien weitverbreitet. In vielen anderen Ländern, in der Neuen Welt, Australien und Neuseeland ist es ein Neophyt. In Europa kommt es in allen Ländern vor, außer in Nordmazedonien, und ist in Island nur eingebürgert. Es kommt auch in ganz Deutschland vor.
Vor allem ist es auf Wiesen, an Wegrändern, Ruderalstellen, an Waldrändern und auf Waldschlägen zu finden. Es kommt vor allem in Pflanzengesellschaften der Ordnung Arrhenatheretalia, aber auch in denen der Verbände Mesobromion, Alno-Ulmion, der Ordnung Atropetalia und der Klasse Artemisietea vor. In den Allgäuer Alpen steigt es in Vorarlberg am Üntscheller bis zu einer Höhenlage von 2000 Metern auf. Im Kanton Wallis erreicht es bei Zermatt eine Höhenlage von 2565 Meter.
Das Gewöhnliche Knäuelgras gedeiht am besten auf frischen, nährstoffreiche Böden. Es ist ein Stickstoffzeiger. Bei Überdüngung ist sie Konkurrent vieler krautiger Pflanzen und trägt damit zur „Vergrünung“ der Nutzwiesen bei. Durch regelmäßige frühe Silage- oder Heunutzung wird das Knäuelgras andererseits zurückgedrängt, wobei „Unkräuter“ und besonders Ampfer zunehmen.
Die ökologischen Zeigerwerte nach Landolt et al. 2010 sind in der Schweiz: Feuchtezahl F = 3 (mäßig feucht), Lichtzahl L = 4 (hell), Reaktionszahl R = 3 (schwach sauer bis neutral), Temperaturzahl T = 4 (kollin), Nährstoffzahl N = 4 (nährstoffreich), Kontinentalitätszahl K = 3 (subozeanisch bis subkontinental), Salztoleranz = 1 (tolerant).

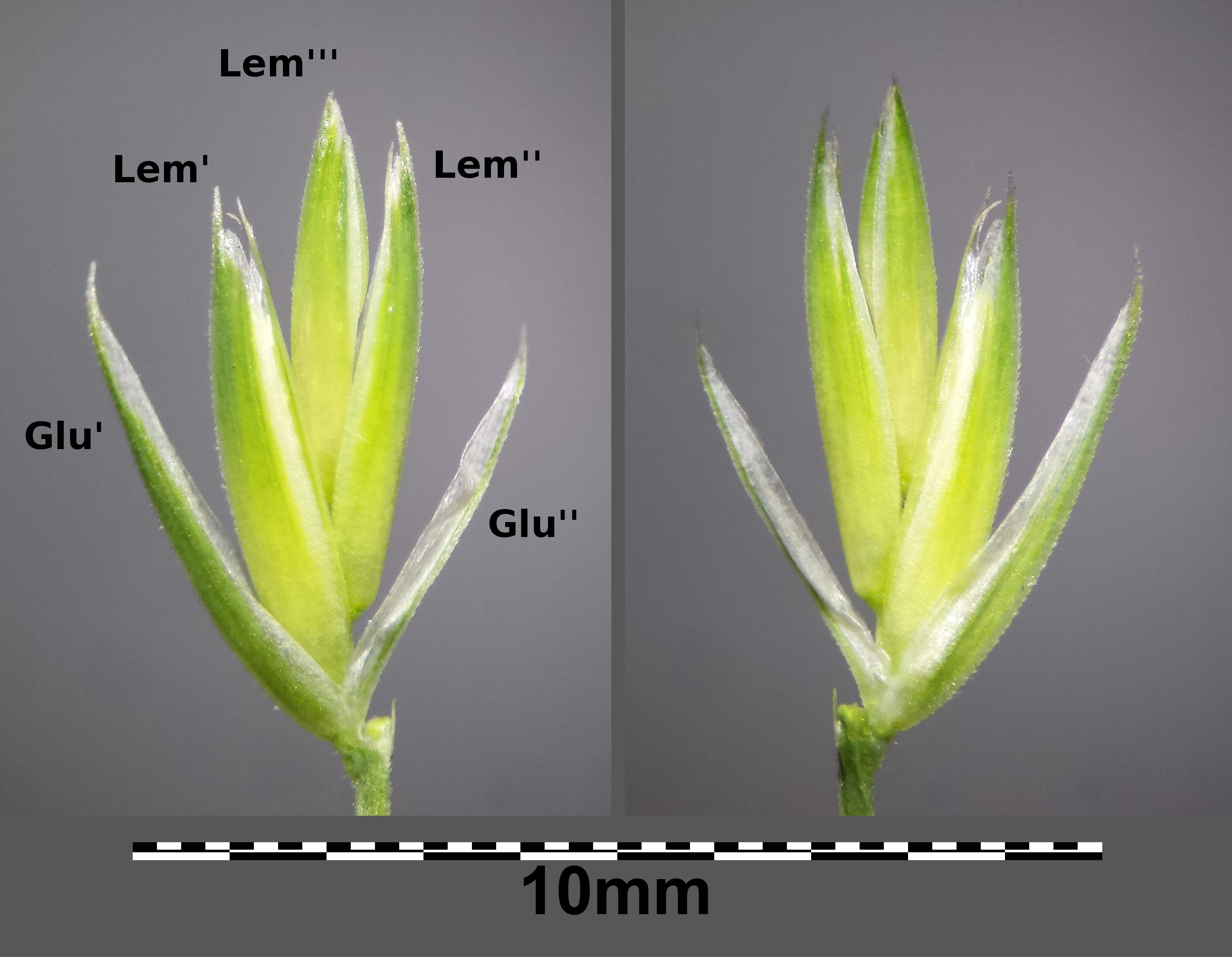
Dactylis glomerata subsp. lobata

## Taxonomie und Systematik
Die Erstveröffentlichung von Dactylis glomerata erfolgte 1753 durch Carl von Linné in Species Plantarum, Tomus I, S. 71.
Je nach Autor gibt es bei der Art Dactylis glomerata L. etwa 19 Unterarten:
- Dactylis glomerata subsp. glomerata: Sie kommt vom Mittelmeerraum bis in die gemäßigten Gebieten Eurasiens und in Makaronesien vor.[5]
- Dactylis glomerata subsp. hackelii (Asch. & Graebn.) Cif. & Giacom.: Sie kommt im Mittelmeerraum und auf Madeira vor.[5]
- Dactylis glomerata subsp. hispanica (Roth) Nyman (Syn.: Dactylis hispanica Roth): Sie kommt vom Mittelmeerraum bis Afghanistan und auf Madeira vor.[5] Sie hat die Chromosomenzahl 2n = 28.[1] In Mitteleuropa wurde sie in der Schweiz, in Bayern und in Baden-Württemberg beobachtet.[10]
- Dactylis glomerata subsp. hyrcana Tzvelev: Sie kommt nur im östlichen Transkaukasien vor.[5]
- Dactylis glomerata nothosubsp. intercedens (Domin) Acedo (Syn.: Dactylis × intercedens Domin) = Dactylis glomerata subsp. glomerata × Dactylis glomerata subsp. lobata: Sie kommt in Deutschland und Tschechien vor.[5]
- Dactylis glomerata subsp. izcoi S.Ortiz & Rodr.Oubiña: Sie kommt in Portugal und Spanien vor.[5]
- Dactylis glomerata subsp. judaica Stebbins & D.Zohary: Sie kommt nur in Israel vor.[5]
- Dactylis glomerata subsp. juncinella (Bory) Stebbins & D.Zohary (Syn.: Dactylis juncinella Bory): Sie kommt in der Sierra Nevada im südlichen Spanien und in Marokko vor.[5]
- Wald-Knäuelgras (Dactylis glomerata subsp. lobata (Drejer) H.Lindb., Syn.: Dactylis polygama Horv., Dactylis glomerata subsp. aschersoniana (Graebn.) Thell., Dactylis glomerata subsp. polygama (Horv.) Domin, Dactylis glomerata var. lobata Drejer, Dactylis lobata (Drejer) Ostenf.): Es kommt von Westeuropa und Mitteleuropa bis zum Kaukasusraum vor.[5] Es wird meist als eigenständige Art angesehen.
- Dactylis glomerata subsp. lusitanica Stebbins & D.Zohary: Sie kommt nur im nordwestlichen Spanien und im zentralen Portugal vor.[5]
- Dactylis glomerata subsp. mairei Stebbins & D.Zohary: Dieser Endemit kommt nur im nordöstlichen Algerien vor.[5]
- Dactylis glomerata subsp. merinoana (Horjales, Laso & Redondo) H.Scholz: Sie kommt in Portugal und in Spanien vor.[5]
- Dactylis glomerata subsp. nestorii Rosselló & L.Sáez: Sie kommt nur auf Ibiza und auf Formentera vor.[5]
- Dactylis glomerata subsp. oceanica G.Guignard: Sie kommt nur im westlichen bis nordwestlichen Frankreich vor.[5]
- Dactylis glomerata subsp. reichenbachii (Dalla Torre & Sarnth.) Stebbins & D.Zohary: Sie kommt in den Alpen von Frankreich, Italien und Österreich vor.[5] Sie kommt in Kiefernwälder Norditaliens, der Schweiz und von Tirol vor.[1][10] Sie hat die Chromosomenzahl 2n = 14.[1]
- Dactylis glomerata subsp. rigida (Boiss. & Heldr.) Hayek (Syn.:Dactylis rigida Boiss. & Heldr.): Sie ist auf Kreta endemisch. Sie wächst in Igelpolsterheiden in Höhenlagen von 1400 bis 2400 Meter. Die Halme sind dick, kurz und sehr steif. Die Rispe ist zylindrisch, länglich-schmal und ährenförmig. Das Knäuel weist ein bis drei Ähren auf, welche 5 bis 7 Millimeter lang sind. Die Hüllspelzen sind kahl, stumpf und sehr stachelspitzig.[11]
- Dactylis glomerata subsp. santai Stebbins & D.Zohary: Sie kommt im nördlichen Algerien, in Tunesien und vielleicht auch in Marokko vor.[5]
- Dactylis glomerata subsp. slovenica (Domin) Domin in K.Domin & J.Podpera (Syn.: Dactylis slovenica Domin): Sie kommt in den Alpen, in den Karpaten und auf der nördlichen Balkanhalbinsel vor.[5] In Mitteleuropa wurde sie in den Alpen, im Bayerischen Wald, im Frankenwald, im Erzgebirge und im Riesengebirge beobachtet.[10]

Sie hat die Chromosomenzahl 2n = 28.
- Dactylis glomerata subsp. stebbinsii (Horjales, Laso & Redondo) H.Scholz: Dieser Endemit kommt nur im südlichen Spanien vor.[5]
- Dactylis glomerata subsp. woronowii (Ovcz.) Stebbins & D.Zohary (Syn.: Dactylis woronowii Ovcz.): Sie kommt im Kaukasus vor.[5]

Die Hybride Dactylis x pendula (Dumort.) B.D.Jacks. = Dactylis glomerata L. x Dactylis polygama Horv. wurde in Deutschland in Bayern und in Sachsen beobachtet.

## Verwendung
Das Heu aus den Halmen hat nur einen bedingten futterbaulichen Wert. Wertvoll sind jedoch die blattreichen Auswüchse. Da das Knäuelgras stark Horste bildet, entsteht eine lückenhafte Pflanzendecke, die in Weiden wenig geschätzt wird.

## Trivialnamen
Für das Gewöhnliche Knäuelgras bestehen bzw. bestanden auch die weiteren deutschsprachigen Trivialnamen: Chnopfhalm (St. Gallen), Gaislagräs (St. Gallen, Tirol, Bern), Hundsgrab (Tirol, Bern), Katzengras (Bern), Knäuelgras (Bern), Knaulgras (Schlesien), Schlegelhalm (Graubünden), Schliessgras (St. Gallen), Schmärhalm (St. Gallen), Stockgras (Tirol), Stocklas (Tirol bei Lienz), Stübergräs (St. Gallen bei Obertoggenburg) und Zötteligras (Bern).

## Sonstiges
Die schwedische Epic-Doom-Metal-Band Candlemass benannte 1998 ihr sechstes Album nach dem Knäuelgras (unter Missachtung der botanisch korrekten Groß-/Kleinschreibung) Dactylis Glomerata.